# Tarista lydia
Tarista lydia är en fjärilsart som beskrevs av Druce 1891. Tarista lydia ingår i släktet Tarista och familjen nattflyn. Inga underarter finns listade i Catalogue of Life.